# Paratrechina anthracina
Paratrechina anthracina är en myrart som först beskrevs av Julius Roger 1863.  Paratrechina anthracina ingår i släktet Paratrechina och familjen myror. Inga underarter finns listade i Catalogue of Life.